# Шэньчжоу-15
«Шэньчжоу-15» (кит. 神舟十五号, пиньинь Shénzhōu shíwǔ hào, палл. Шэньчжоу шиу хао, буквально: «Священный челн-15», англ. Shenzhou-15) — девятый пилотируемый космический корабль КНР серии «Шэньчжоу», четвёртая экспедиция на станцию «Тяньгун».
Запущен 29 ноября 2022 года с тремя офицерами из отряда космонавтов НОАК на борту. Полёт продолжался более 186 суток. 3 июня 2023 года экипаж корабля успешно приземлился на посадочной площадке Дунфэн в автономном районе Внутренняя Монголия.

## Предыстория
Во время миссии «Шэньчжоу-14» корабль «Шэньчжоу-15» исполнял роль резервного, находясь в состоянии 9-дневной готовности к старту на случай, если бы понадобилась срочная эвакуация предыдущего экипажа. Такую схему CNSA применяет постоянно: так, во время работы экипажа «Шэньчжоу-13» роль резервного играл корабль «Шэньчжоу-14».

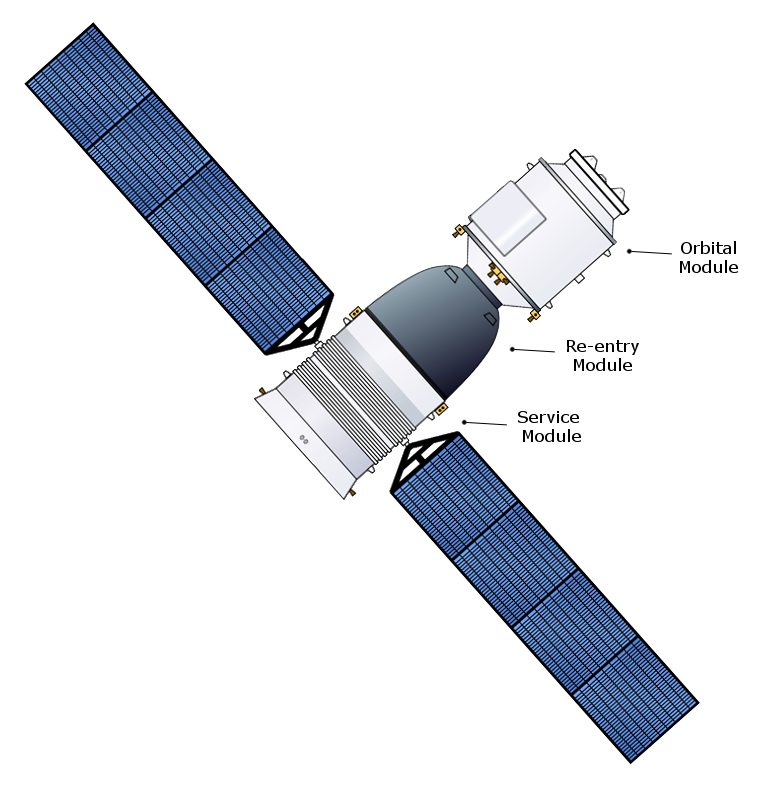
Схема кораблей серии «Шэньчжоу».

## Экипаж
За сутки до запуска был объявлен состав экипажа корабля в составе 3 офицеров из отряда космонавтов НОАК: командир Фэй Цзюньлун, имеющий опыт космического полёта, и летящие впервые тайконавты Дэн Цинмин и Чжан Лу.

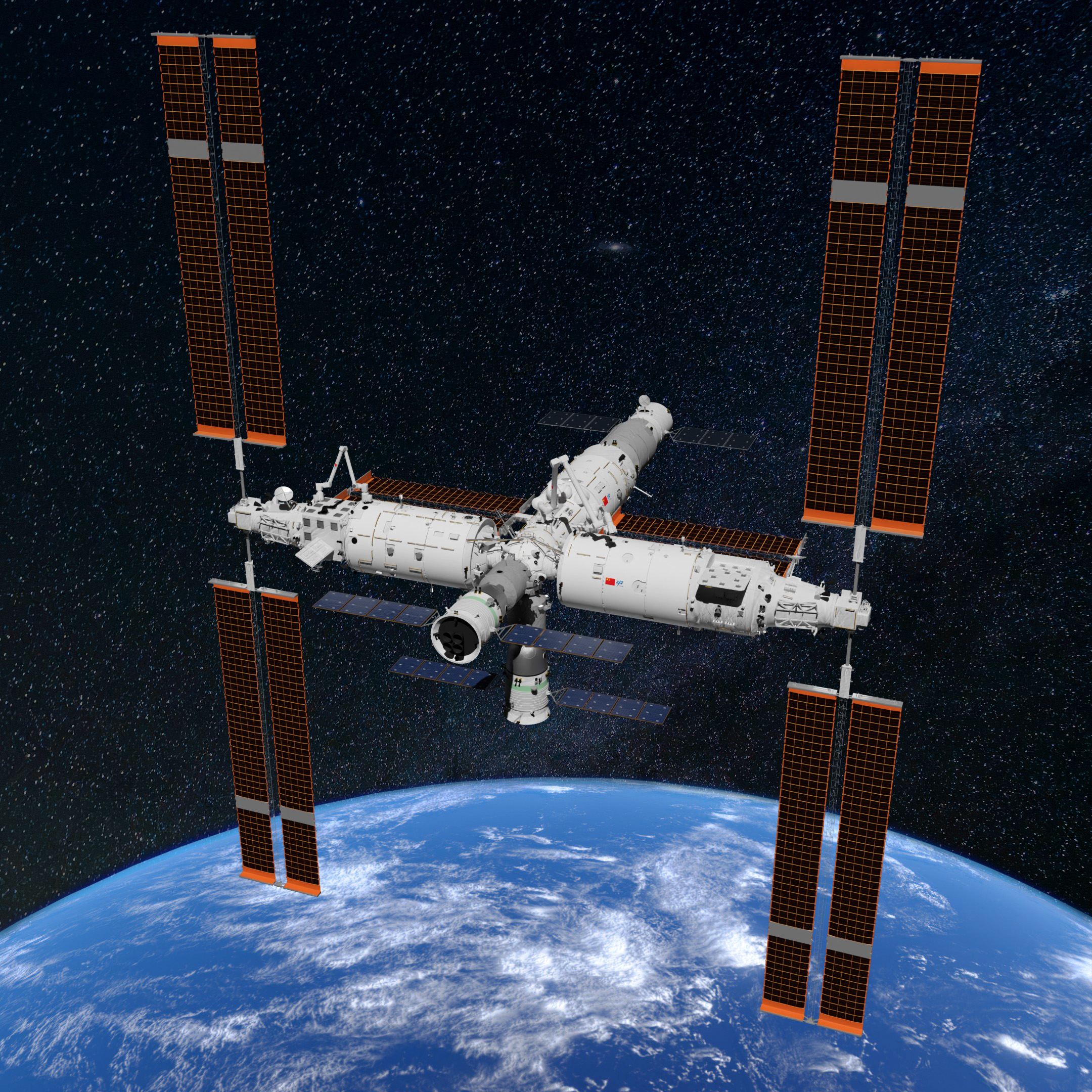
Станция «Тяньгун» с 3 ноября 2022 года. Вниз от центра — пилотируемый корабль «Шэньчжоу», вдаль (к корме) — модуль «Тяньхэ» c грузовым кораблём «Тяньчжоу». Единственный свободный СУ станции — передний.

| Тайконавт    | Должность | № полёта | Организация |
| ------------ | --------- | -------- | ----------- |
| Фэй Цзюньлун | Командир  | 2        | CNSA        |
| Дэн Цинмин   |           | 1        | CNSA        |
| Чжан Лу      |           | 1        | CNSA        |

## Запуск и стыковка
Космический корабль «Шэньчжоу-15» и его ракета-носитель «Чанчжэн-2F» были доставлены на стартовый стол космодрома Цзюцюань 21 ноября 2022 года.
Запуск корабля состоялся в 23:08 29 ноября 2022 года по пекинскому времени (15:08 UTC) с космодрома Цзюцюань на северо-западе Китая. Полёт происходил по четырёхвитковой схеме (около 6,5 часов), стыковка с передним узлом базового блока «Тяньхэ» и первая «встреча на орбите» в истории Китая состоялась в 21:42 UTC.

## Полёт
Миссия «Шэньчжоу-15» стала первым пилотируемым полётом к многомодульной орбитальной станции «Тяньгун» после окончания её первого этапа достройки до трёх модулей: пристыковке к базовому модулю «Тяньхэ» научных модулей «Вэньтянь» и «Мэнтянь». Корабль пристыковался к станции, когда на ней ещё находился экипаж «Шэньчжоу-14» и грузовой корабль «Тяньчжоу-5».
30 ноября в 07:33, после успешной стыковки с китайской космической станцией, три члена экипажа китайского космического корабля «Шэньчжоу-15» вошли в космическую станцию «Тяньгун» и встретились с тремя космонавтами «Шэньчжоу-14», состоялась первая «встреча на орбите» в истории китайской космонавтики. Общее число китайских космонавтов на околоземной орбите впервые достигло шести человек, что стало историческим событием в КНР.
9 февраля 2023 года Фэй Цзюньлун и Чжан Лу совершили свой первый, 7-часовой, выход в открытый космос. Они выполнили на внешней поверхности станции несколько задач, включая установку дополнительных насосов на модуле «Мэнтянь» и системы автоматической доставки грузов изнутри станции через шлюзовую камеру на её поверхность и обратно с помощью механических манипуляторов.
28 февраля 2023 года второй запланированный выход в открытый космос Шэньчжоу-15 был проведен Фей Цзюньлуном и Чжан Лу через шлюз лабораторного модуля Вэньтянь, при этом Дэн Цинмин снова помогал паре из основного модуля Тяньхэ. Двое космонавтов выйдя в открытый космос выполнили все запланированные задания и благополучно вернулись на Вэньтянь. Никаких конкретных задач, сроков или других подробностей не было указано.
Фэй Цзюньлун и Чжан Лу осуществили третий по счету выход в космос 30 марта 2023 года в координации с Дэн Цинмином, который находился внутри космической станции. Фэй Цзюньлун и Чжан Лу выполнили все запланированные задачи и благополучно вернулись в лабораторный модуль "Вэньтянь".
15 апреля 2023 года	Фэй Цзюньлун и Чжан Лу	осуществили четвертый выход в космос. Они осуществили установку насосов, монтаж межмодульных кабелей и крепления для платформы полезной нагрузки, продолжительность выхода не объявлена.
Полёт продолжался 186 дней 7 часов 24 минуты 43 секунды. 3 июня 2023 года экипаж корабля успешно приземлился на посадочной площадке Дунфэн в автономном районе Внутренняя Монголия.